# Thugatêr
Thugatêr war eine niederländische Gewerkschaft von Lehrerinnen in Amsterdam, die von 1893 bis 1918 bestand. Sie sollte die kontinuierliche Verbesserung der Bildung, die Förderung der Interessen von Lehrerinnen sowie Lehrerinnen im Ruhestand unterstützen. Die Vereinigung gab auch eine feministische Frauenzeitschrift heraus.

## Beschreibung
Die Lehrerin Henriëtte (Harry) Goudsmit (1866–1918, Vorsitzende) gründete 1893 mit der Schriftstellerin Elise Haighton (1841–1911, als Kassenwart), der Französischlehrerin Kee de Jong (Beisitzerin), Auguste Wurfbain (1860–?, Beisitzerin) und Johanna Stants (Hausleitung) die Lehrergewerkschaft Thugatêr („Vereeniging tot bevordering der belangen van het onderwijs en van vrouwen die onderwijs geven“), der sie viele Jahre vorstand. Der Verein wurde am 9. Januar 1894 offiziell in das Vereinsregister eingetragen. In der Leitung der Vereinigung saß auch Jo Westerman (1866–1943), welche ab 1921 das zweite weibliche Mitglied der Zweiten Kammer der Generalstaaten wurde. Weitere Mitglieder waren u. a. die Gesangs- und Klavierlehrerin Hendrika van Tussenbroek sowie deren Schwester, der Gynäkologin Catharine van Tussenbroek (1852–1925) und die Englischlehrerin Lucie Brugman (1866–1927). Das Wort Thugatêr entstammt dem Altgriechischen und bedeutet Tochter.

## Huize Thugatêr
Das sogenannte Huize Thugatêr (Thugatêrhaus) war ein kleines Amsterdamer Hotel in der Keizersgracht 165, welches sich im Besitz der Gewerkschaft befand. Die Zimmer konnten nur von Lehrerinnen oder Studentinnen gemietet werden, jedoch an Wochentagen zu Gesprächen, Konzerten oder Teerunden von Besuchern frei aufgesucht werden. Es wurde am 17. August 1901 eröffnet und bot Wohnplatz für 15 Frauen. In der zentralen Halle, an die ein Wintergarten grenzte, wurden Gewerkschaftsversammlungen abgehalten aber auch Konzerte gegeben, darunter Auftritte von Kinderchören. 

„"Er is gezorgd voor een keurige wachtkamer ; de serre, welke hiervoor bestemd is, is met een mattenpatroon behangen en van rieten tuinmeubeltjes voorzien; luchtige draperieën van art - muslin zijn op smaakvolle wijze voor de ramen aangebracht. De grote attractie van het huis is echter de zaal, een ruime, vrolijke kamer, met drie ramen aan de tuinzijde. Dit is de conversatiezaal, dagelijks van 12 - 10 uur geopend voor dames, ook niet-leden der vereniging, die er, iets kunnen gebruiken. Van 12 - 2 uur is er gelegenheid tot koffiedrinken; van 5 - 6 tot middagmalen. Zondags is zij voor het publiek gesloten; dan vinden alleen de inwonenden daar gezelligheid. In de zaal is in het midden een leestafel geplaatst; aan de zijwanden staan de restauratietafeltjes, van elkaar gescheiden door schermen met Zweedsch weefsel bekleed.“

„Ein gepflegter Warteraum wurde eingerichtet; der dafür vorgesehene Wintergarten ist mit einem Mattenmuster tapeziert und mit Gartenmöbeln aus Weidengeflecht ausgestattet; luftige Vorhänge aus Kunstmusselin sind geschmackvoll vor den Fenstern angebracht. Die große Attraktion des Hauses ist jedoch die Halle, ein geräumiger, heiterer Raum mit drei Fenstern zur Gartenseite hin. Dies ist das Konversationszimmer, das täglich von 12 – 10 Uhr für Damen, auch Nicht-Mitglieder der Gesellschaft, die es nutzen können, geöffnet ist. Von 12 bis 14 Uhr gibt es die Möglichkeit zum Kaffeetrinken; von 17 bis 18 Uhr zum Mittagessen. Sonntags ist es für die Öffentlichkeit geschlossen, da sich dann nur die Anwohner amüsieren. In der Mitte des Raumes befindet sich ein Lesetisch; an den Seitenwänden stehen die Esstische, die durch mit schwedischem Stoff bespannte Paravents voneinander getrennt sind.“

Jedoch bereits nach drei Jahren stellt sich heraus, dass das kleine Hotel finanziell nicht dauerhaft tragfähig war. Auch eine Zuwendung der Königinnenmutter Emma zu Waldeck und Pyrmont in Höhe von 100 Gulden (heutiger Wert etwa 3500 Euro) half kaum weiter. Am 1. Mai 1904 lief der Mietvertrag aus, die Bewohnerinnen verließen das Haus.

## Belang en Recht
Die Vereinigung Thugatêr war eine der Mitbegründerinnen der feministischen Frauenzeitung Belang en Recht, welche am 15. Oktober 1896 erstmalig herausgegeben wurde. Als es 1906 mit den Mitherausgebern zu Zerwürfnissen über die Finanzierung kam, wurde das Blatt eingestellt. Jedoch übernahm wenige Monate später Thugatêr die Gesamtleitung und brachte die Zeitschrift ab Februar 1907 wieder neu heraus. Mit dem Tod der Chefredakteurin Henriëtte Goudsmit im Jahr 1918 wurde die Zeitung endgültig eingestellt.
Mangels anderer Quellen scheint dies vermutlich auch das Ende der, in diesen Jahren auch finanziell angeschlagenen, Vereinigung Thugatêr gewesen zu sein.